# Świadkowie Jehowy w Zambii
Świadkowie Jehowy w Zambii – społeczność wyznaniowa w Zambii, należąca do ogólnoświatowej wspólnoty Świadków Jehowy, licząca w 2023 roku 239 427 głosicieli, należących do 3605 zborów. Na dorocznej uroczystości Wieczerzy Pańskiej w 2023 roku zgromadziło się 969 298 osób (ok. 5,5% mieszkańców kraju). Działalność miejscowych głosicieli oraz Świadków Jehowy w Burundi koordynuje Biuro Oddziału w Lusace. Jest to trzecia pod względem liczebności wspólnota tego wyznania w krajach afrykańskich (po Nigerii i Demokratycznej Republice Konga) oraz jedna z 27 wspólnot Świadków Jehowy na świecie, których liczebność przekracza 100 000 głosicieli.

## Historia

### Początki
Pierwsze publikacje Badaczy Pisma Świętego w postaci Wykładów Pisma Świętego trafiły do rąk mieszkańców kraju w 1911 roku. W roku 1919 około 150 wyznawców zostało wychłostanych i uwięzionych za prowadzenie działalności kaznodziejskiej.
W 1935 roku władze ograniczyły import publikacji religijnych i wydały zakaz rozpowszechniania 20 publikacji. Rok później w Lusace pod nadzorem Llewelyna Phillipsa otwarto skład publikacji Świadków Jehowy, pierwszą placówkę Towarzystwa Strażnica w tym kraju. W roku 1940 rząd ponownie wydał zakaz wwozu i rozpowszechniania literatury biblijnej.

### Rozwój działalności
W 1948 roku do Zambii przyjechali pierwsi misjonarze Szkoły Gilead. Do kraju przyjechali z wizytą przedstawiciele Biura Głównego Świadków Jehowy, Nathan H. Knorr i Milton G. Henschel. Udało się uzyskać uznanie prawne i od 1 września 1948 oficjalnie rozpoczęło działalność Biuro Oddziału. Rok później uchylono zakaz publikowania „Strażnicy”. W roku 1950 w Wusikili zbudowano pierwszą Salę Królestwa. W roku 1952 w Kitwe odbył się kongres pod hasłem „Przyjmy ku dojrzałości” z udziałem 20 tys. obecnych. W roku 1954 Biuro Oddziału przeniesiono do miasta Luanshya. Zorganizowano wielką kampanię informacyjną: wykorzystano film Społeczeństwo Nowego Świata w działaniu oraz inne filmy Towarzystwa Strażnica, wyświetlano je publicznie na terenie całego kraju – w celu zapoznania ludności z działalnością Świadków Jehowy. W ciągu 17 lat film ten obejrzało w całym kraju łącznie ponad milion ludzi. W 1954 roku na kongresie w Chingola ogłoszono wydanie pomocy do nauki czytania w języku niandża. W 1959 roku wizytę w kraju złożył prezes Towarzystwa Strażnica, Nathan H. Knorr.
W roku 1961 w Kitwe odbył się kongres pod hasłem „Zjednoczeni wielbiciele”, w którym uczestniczyły zagraniczne delegacje Świadków Jehowy z Ugandy i Kenii. W roku 1962 Biuro Oddziału przeniesiono do miasta Kitwe. Nowe budynki mieściły również drukarnię, która przez wiele lat drukowała publikacje religijne dla głosicieli ze Wschodniej Afryki. W kraju działało 30 129 głosicieli.
W 1966 roku ze szkół wydalono ponad 3000 dzieci Świadków Jehowy obstających przy neutralności, a do końca 1968 ich liczba wzrosła do blisko 6000. W kolejnym roku deportowano z kraju zagranicznych misjonarzy i władze zakazały prowadzenia publicznej służby kaznodziejskiej, Świadkowie Jehowy głosili nieoficjalnie. Zambijscy wyznawcy stali się obiektem brutalnych prześladowań, w tym burzenia ich domów i miejsc zgromadzeń religijnych. Pod koniec lat 60. XX wieku Świadkom Jehowy utrudniano spotykanie się na zebraniach chrześcijańskich. Nierzadkie były wypadki konfiskaty literatury biblijnej, a także pobicia.
Na początku listopada 1972 roku dostarczono współwyznawcom z Malawi, przebywającym na terytorium Zambii w obozie dla uchodźców w Sinda Misale, ponad 40 ton pomocy humanitarnej. W 1975 roku liczba obecnych na kongresie pod hasłem „Boskie zwierzchnictwo” przekroczyła 40 000. Władze deportowały misjonarzy. Ponownie otrzymali oni zgodę na wjazd do Zambii w roku 1986.
W roku 1978 władze zniosły restrykcje dotyczące wielkości zgromadzeń. Świadkowie Jehowy postanowili wystawić wszystkie dramaty (przedstawienia kostiumowe) z poprzednich lat, kiedy to zgromadzenia odbywały się w Salach Królestwa. Liczba obecnych w kongresach pod hasłem „Zwycięska wiara” wyniosła 30 686 osób.
W 1984 roku ukończono budowę nowej drukarni, w nowej lokalizacji w Kitwe.
W 1992 roku zorganizowano zgromadzenia okręgowe pod hasłem „Nosiciele światła”, na których było w sumie 289 643 obecnych. 24 kwietnia 1993 roku oddano do użytku obecne obiekty Biura Oddziału w Lusace. W 1994 roku odbyło się 49 kongresów pod hasłem „Bojaźń Boża”, na które przybyło łącznie 327 856 osób. W 1999 roku zambijska społeczność Świadków Jehowy wysłała do byłego Zairu wolontariuszy z pomocą humanitarną dla uchodźców. W następnym roku liczba Świadków Jehowy w Zambii wynosiła 114 757, co stanowiło 1,25% ludności.
W 2004 roku zakończono rozbudowę Biura Oddziału. Rok później w Zambii działało 127 151 głosicieli. W roku 2009 w kraju osiągnięto liczbę 159 529 Świadków Jehowy. Na jednego głosiciela przypadało 81 mieszkańców kraju.
W latach 2002–2012 miejscowi wyznawcy pomogli nauczyć się czytać i pisać około 12 000 osób.
W 2008 roku wydano Pismo Święte w Przekładzie Nowego Świata w języku bemba, a w 2010 roku wydano Chrześcijańskie Pisma Greckie w Przekładzie Nowego Świata (Nowy Testament) w języku tonga (Zambia), a w 2011 roku w języku lozi oraz kaonde.
W 2013 roku liczba głosicieli przekroczyła 170 tysięcy osób (1,2% ludności Zambii), a na Wieczerzy Pańskiej zebrało się 763 915 osób (ponad 7% mieszkańców kraju). 22 sierpnia 2014 roku na kongresie pod hasłem „Szukajmy najpierw Królestwa Bożego!”, ogłoszono wydanie Pisma Świętego w Przekładzie Nowego Świata w języku tonga oraz kaonde, 5 maja 2015 roku w języku luvale, natomiast w 2016 roku wydano Pismo Święte w Przekładzie Nowego Świata w języku lozi oraz Chrześcijańskie Pisma Greckie w Przekładzie Nowego Świata w języku lunda.
Od 2014 roku zambijskie Biuro Oddziału nadzoruje tłumaczenie literatury biblijnej na 18 miejscowych języków, które dokonuje się w 10 Biurach Tłumaczeń i w tymże Biurze. W 2014 roku liczba głosicieli wyniosła 178 481, a na Wieczerzy Pańskiej (Pamiątce) zebrało się 790 528 osób. W 2018 roku przekroczono liczbę 200 tysięcy głosicieli.
W sierpniu 2017 roku delegacja Świadków Jehowy z Zambii uczestniczyła w kongresie specjalnym pod hasłem „Nie poddawaj się!” w Antananarywie na Madagaskarze. Delegacje z Zambii wzięły udział we wrześniu 2018 roku w kongresie specjalnym pod hasłem „Bądź odważny!” w Maputo w Mozambiku, a we wrześniu 2019 roku w Johannesburgu w kongresie międzynarodowym pod hasłem „Miłość nigdy nie zawodzi!”.
7 kwietnia 2020 roku w związku z pandemią COVID-19 program uroczystości Pamiątki śmierci Jezusa Chrystusa nadały stacje radiowe i telewizyjne.
3 kwietnia 2021 roku Albert Musonda, członek zambijskiego Biura Oddziału, ogłosił w nagranym wcześniej przemówieniu wydanie zrewidowanej edycji Chrześcijańskich Pism Greckich w Przekładzie Nowego Świata w języku mambwe-lungu. W związku z pandemią COVID-19 zorganizowano specjalne zebranie w trybie wideokonferencji, które obejrzało 2531 głosicieli w Zambii i 325 głosicieli w Tanzanii posługujących się tym językiem. 16 października 2021 roku Emmanuel Chiposa, członek zambijskiego Komitetu Oddziału, w nagranym wcześniej przemówieniu, ogłosił wydanie Pisma Świętego w Przekładzie Nowego Świata w języku lunda. W związku z pandemią COVID-19 zorganizowano specjalne zebrania w trybie wideokonferencji, które było transmitowane do Zambii, Angoli i Demokratycznej Republiki Konga. Językiem tym posługuje się 28 głosicieli w Angoli, 200 w Demokratycznej Republice Konga i 1162 w Zambii. W 2021 roku osiągnięto liczbę 225 139 głosicieli.
5 listopada 2022 roku Cephas Kalinda, członek zambijskiego Komitetu Oddziału, w nagranym wcześniej przemówieniu, ogłosił wydanie Pisma Świętego w Przekładzie Nowego Świata w języku mbunda. Zorganizowano specjalne zebrania w trybie wideokonferencji, z którego skorzystało ponad 1500 osób. Językiem tym posługuje się 828 głosicieli w 17 zborach, 2 grupach i 2 grupach na oddaleniu.
1 lipca 2023 roku Ian Jefferson członek Komitetu Oddziału w Zambii podczas specjalnego spotkania w Lusace ogłosił wydanie Ewangelii według Mateusza w zambijskim języku migowym (ZAS). Z programu skorzystały 922 osoby. Jest to pierwsza księga biblijna wydana w tym języku. W Zambii jest 16 zborów i 11 grup ZAS, w których działa prawie 500 głosicieli.
19 lipca 2024 roku na kongresie regionalnym pod hasłem „Głośmy dobrą nowinę!”, który się odbył na stadionie Levy Mwanawasa w mieście Ndola, Gage Fleegle z Ciała Kierowniczego ogłosił wydanie zrewidowanego Pisma Świętego w Przekładzie Nowego Świata w języku bemba. Liczba obecnych wyniosła 23 336, a dodatkowo 5920 zgromadzonych w pięciu innych obiektach kongresowych wysłuchało tego ogłoszenia za pośrednictwem wideokonferencji Językiem tym posługiwało się 131 351 głosicieli należących do 1856 zborów i 8 grup.
Zebrania zborowe i kongresy organizuje się w ponad 15 językach. W Zambii funkcjonuje około 1800 Sal Królestwa. W Lusace prowadzone jest specjalne świadczenie publiczne na terenie wielkomiejskim.